# 不列特航空航点
以下是不列特航空的目的地(2006年7月)：

## 法國
- 布雷斯特 - 布雷斯特—不列塔尼機場
- 卡昂 - 卡昂機場
- 利摩日 - 利摩日—貝爾卡爾德機場
- 洛里昂 - 洛里昂—南布列塔尼機場
- 里昂 - 里昂－聖埃克絮佩里機場
- 馬賽 - 馬賽－普羅旺斯機場
- 蒙彼利埃 - 蒙彼利埃－地中海機場
- 南特 - 南特－大西洋機場
- 尼斯 - 尼斯－藍色海岸機場
- 巴黎 - 巴黎－夏爾·戴高樂機場
- 巴黎 - 巴黎－奧利機場
- 坎佩爾 - 坎佩爾－康沃爾機場
- 雷恩 - 雷恩－聖雅克機場
- 羅德茲 - 羅德茲－馬西亞克機場
- 斯特拉斯堡 - 斯特拉斯堡國際機場
- 圖盧茲 - 圖盧茲－布拉尼亞克機場
- 盧爾德 - 塔爾布－盧德－比利牛斯機場

## 丹麥
- 哥本哈根 - 哥本哈根凱斯楚普機場

## 德國
- 杜塞爾多夫 - 杜塞爾多夫國際機場
- 美因河畔法兰克福 - 法蘭克褔國際機場
- 慕尼黑 - 慕尼黑弗朗茨·約瑟夫·施特勞斯機場

## 意大利
- 熱那亞 - 熱那亞－西塞斯特里克里斯托弗·哥倫布國際機場
- 羅馬 - 羅馬－菲烏米奇諾列奧納多·達文西國際機場
- 第里雅斯特 - 弗留利威尼斯朱利亞機場

## 西班牙
- 巴塞羅那 - 巴塞羅那機場
- 畢爾包 - 畢爾包機場
- 馬德里 - 馬德里－巴拉哈斯機場

## 英國
- 伯明翰 - 伯明翰國際機場
- 泰恩河畔紐卡素 - 紐卡素機場
- 倫敦 - 格域機場
- 南安普敦 - 南安普敦機場